# Ненасилие
Ненасилие е едновременно философия и стратегия на действие, която отхвърля физическото насилие като форма на разрешаване на конфликти и проблеми. Ненасилието предлага тактики като гражданско неподчинение, бойкот, мирни демонстрации, словесно убеждаване и образоване. Пацифизъм и ненасилие са две различни течения, първото се обявява против войната, докато второто е насочено към социални и политически промени без използване на сила.
Някои духовни движения, като джайнизмът, индуизмът, будизмът, са известни с практиката на ненасилие, която се нарича на Изток „ахимса“.
Някои хора възприемат ненасилието в делничния живот, като свети Франциск от Асизи.
Хората, които ядат вегетарианска или веганска диета, както и тези, които подкрепят правата на животните, обикновено се противопоставят на всяко насилие от хора срещу животни.
Лев Толстой, Махатма Ганди и Мартин Лутър Кинг са най-изявените представители на философията на ненасилието.